# スラリ
スラリ（英語: Surari）は、ゼブラが販売するエマルジョンボールペンである。
油性とジェル（水性）を混ぜ合わせたエマルジョンインクを採用することにより、油性の滑り過ぎない書き味と水性ジェルインクの軽い書き味を兼ね備えている。
ゼブラは1992年にジェルボールペン、1998年には低粘度インクを使った「ジムニーライト」を発売した。その後様々な研究を重ね、開発自体は2005年に成功したが、「書き味だけで売れるのか」と当時の社内会議でボツに。しかし、2006年に三菱鉛筆が発売した「ジェットストリーム」のヒットを受けて、2010年に販売開始。
2010年度グッドデザイン賞受賞製品。
スラリ単色各色と多色及び多機能は再生プラスチックの利用でのエコマーク認定商品。

## ラインナップ
スラリ　0.5/0.7/1.0
- 色：黒/青（1.0以外）/赤
- 0.7については蛍光色が6色ラインナップされていたが、現在は生産終了。
- 替芯：EQ-0.5/0.7/1.0

スラリ エアーフィットグリップ
- 色：黒
- エアーフィットライトをベースにしたモデル。現在は生産終了。
- 替芯：CEK-0.5/0.7

スラリ　300
- 色：黒
- メタルボディ。グリップはラバーに見えるが樹脂製。
- 替芯：EQ-0.5/0.7

スラリ 3C/4C
- 色：黒/赤/青/緑（4Cのみ）
- 多色タイプ。現在は4Cは販売終了。3Cはお名入れ専用商品のみとなっている。
- 替芯：EK-0.5/0.7

スラリ 2+S/3+S/multi
- 色：黒/赤/青（2+S以外）/緑（multiのみ）
- 0.5mmシャープがついた多機能タイプ。現在はmulti以外は生産終了。
- 替芯：EK-0.5/0.7

### スラリ以外のエマルジョンボールペン
一部のゼブラのボールペンには「スラリ」を名乗ってなくてもエマルジョンインクを内蔵したボールペンがある。以下はその例である。
プレフィール
- 色：黒/赤/青/緑/（ここからは0.3の販売なし）ピンク/オレンジ/ライトブルー/紫/ライトグリーン/ブルーブラック/蛍光ピンク
- カスタマイズボールペン。2018年にサラサセレクトに置き換わる形で消滅。
- 替芯：EK-0.3/0.5/0.7

デルガード+2C
- 色：黒/赤
- 「デルガード」ブランド初の多機能ペン。デルガードに加え、黒と赤のエマルジョンインクのボールペンが内蔵されている。
- 替芯：EK-0.5/0.7

ブレン
- 色：黒/赤/青
- 筆記時に生じる振動を制御したボールペン。
- 替芯：NC-0.5/0.7

ブレン 3C
- 色：黒/赤/青
- ブレンシリーズの多色タイプ。上記のスラリ3Cの後継品に該当する。
- 替芯：SNC-0.5/0.7

ブレン 2+S/4+S
- 色：黒/赤/青（4+Sのみ）/緑（4+Sのみ）
- ブレンシリーズの多機能タイプ。上記のスラリ2+Sとスラリmultiの後継品に該当する。
- 替芯：SNC-0.5/0.7